# Hans Georg von Pöllnitz
Hans Georg von Pöllnitz (* 1577; † 25. Dezember 1622 in Regensburg) war ein kursächsischer Politiker und Besitzer der Rittergüter Schwarzbach und Oberpöllnitz.
Er war der Sohn von Hans Bruno von Pöllnitz (1535–1592). Sein älterer Bruder Bernhard war am kursächsischen Hof in Dresden Geheimer Rat, er selbst stieg dort zum Minister auf. Als Gesandter Kursachsens nahm er 1622 am Regensburger Fürstentag teil. Dort wurde er am 25. Dezember 1622 in der Nacht von seinem betrunkenen Diener Peter Plau hinterrücks mit einem Messer getötet. Plau wurde unmittelbar danach festgenommen und im folgenden Monat mit dem Schwert geköpft. Sein Kopf und seine rechte Hand wurden zur Abschreckung auf der Stadtmauer aufgespießt.
Hans Georg von Pöllnitz war mit Anna Petronella von Heil verheiratet. Das Paar hatte folgende Kinder:
- Gerhard Bernhard (1617–1679), kurbrandenburgischer General und Gouverneur von Berlin ⚭ Eleonora von Nassau
- Johann Ernst (* 19. April 1618; † 15. April 1684), kurbrandenburgischer Generalmajor ⚭ 1636 Arnoldine Katharina von Manderscheidt
- Hieronymus Christoph (1620; † 18. Februar 1697) Geheimer Rat, Schultheiß von Forchheim ⚭ Anna Katharina von Kempem, Tochter von Heinrich Ernst von Kempen und Rosine Elisabeth von Rußwurm
- Anna Petronella ⚭ Edward Morgan, deren Tochter Mary Elizabeth heiratete ihren Cousin, den Freibeuter Henry Morgan